# جاكسونفيل (أوريغون)
جاكسونفيل (بالإنجليزية: Jacksonville, Oregon)‏ هي مدينة تقع في مقاطعة جاكسون بولاية أوريغون في الولايات المتحدة. تبلغ مساحة هذه المدينة 4.9 (كم²)، وترتفع عن سطح البحر 478.23 م، بلغ عدد سكانها 2785 نسمة في عام 2010 حسب إحصاء مكتب تعداد الولايات المتحدة.

## التركيبة السكانية
قام مكتب تعداد الولايات المتحدة بتحديد بيانات التركيبة السكانية لجاكسونفيل في تعداد الولايات المتحدة. في ما يلي، التركيبة السكانية حسب تعدادي 2000 و2010.

### تعداد عام 2000
بلغ عدد سكان جاكسونفيل 2,235 نسمة بحسب تعداد عام 2000، وبلغ عدد الأسر 1,034 أسرة وعدد العائلات 661 عائلة مقيمة في المدينة. في حين سجلت الكثافة السكانية 1,230.7 نسمة لكل ميل مربع (475.2/كم2). وبلغ عدد الوحدات السكنية 1,102 وحدة بمتوسط كثافة قدره 606.8 نسمة لكل ميل مربع (234.3/كم2).
وتوزع التركيب العرقي للمدينة بنسبة 96.11% من البيض و 0.72% من الأمريكيين الأصليين و 0.36% من الأمريكيين ذوي الأصول الآسيوية و 0.31% من الأمريكيين الأفارقة و 0.40% من الأعراق الأخرى و 2.10% من عرقين مختلطين أو أكثر. فيما شكل الهسبانيون أو اللاتينيون من أي عرق نسبة 2.46% من السكان.
```
وبلغت نسبة 
الأزواج
 القاطنين مع بعضهم البعض 54.4% من أصل المجموع الكلي للأسر، ونسبة 7.6% من الأسر كان لديها معيلات من الإناث دون وجود شريك، وكانت نسبة 36.0% من غير العائلات. تألفت نسبة 30.5% من أصل جميع الأسر من أفراد ونسبة 18.2% كانوا يعيش معهم شخص وحيد يبلغ من العمر 65 عاماً فما فوق. وبلغ متوسط حجم الأسرة المعيشية 2.68، أما متوسط حجم العائلات فبلغ 2.15.
```

بلغ العمر الوسطي للسكان 48 عاماً. وكانت نسبة 4.3% بين الثامنة عشر والأربعة وعشرون عاماً، ونسبة 20.1% كانت واقعةً في الفئة العمرية ما بين الخامسة والعشرون حتى والأربعة وأربعون عاماً، ونسبة 32.0% كانت ما بين الخامسة والأربعون حتى الرابعة والستون، ونسبة 24.7% كانت ضمن فئة الخامسة والستون عاماً فما فوق. يوجد لكل 100 أنثى 84.9 ذكر، ويوجد لكل 100 أنثى في الثامنة عشر من عمرها فما فوق 78.7 ذكر.
بلغ متوسط دخل الأسرة في المدينة 41,250 دولار، أما متوسط دخل العائلة فبلغ 57,333 دولار. وكان متوسط دخل الذكور 42,917 دولار مقابل 28,661 دولار للإناث. وكانت نسبة 5.3% من العائلات ونسبة 6.6% من السكان تحت خط الفقر، وكان من هؤلاء نسبة 5.8% تحت سن الثامنة عشر ونسبة 8.6% في الخامسة والستين من العمر وما فوق.

### تعداد عام 2010
بلغ عدد سكان جاكسونفيل 2,785 نسمة بحسب تعداد عام 2010، وبلغ عدد الأسر 1,377 أسرة وعدد العائلات 808 عائلة مقيمة في المدينة. في حين سجلت الكثافة السكانية 1,473.5 نسمة لكل ميل مربع (568.9/كم2). وبلغ عدد الوحدات السكنية 1,548 وحدة بمتوسط كثافة قدره 819.0 لكل ميل مربع (316.2/كم2).
وتوزع التركيب العرقي للمدينة بنسبة 95.6% من البيض و 0.6% من الأمريكيين الأصليين و 0.9% من الأمريكيين ذوي الأصول الآسيوية و 0.1% من سكان جزر المحيط الهادئ و 0.4% من الأمريكيين الأفارقة و 1.9% من عرقين مختلطين أو أكثر.
```
وبلغت نسبة 
الأزواج
 القاطنين مع بعضهم البعض 50.5% من أصل المجموع الكلي للأسر، ونسبة 6.1% من الأسر كان لديها معيلات من الإناث دون وجود شريك، بينما كانت نسبة 2.0% من الأسر لديها معيلون من الذكور دون وجود شريكة وكانت نسبة 41.3% من غير العائلات. تألفت نسبة 36.9% من أصل جميع الأسر من أفراد ونسبة 21.1% كانوا يعيش معهم شخص وحيد يبلغ من العمر 65 عاماً فما فوق. وبلغ متوسط حجم الأسرة المعيشية 2.62، أما متوسط حجم العائلات فبلغ 2.02.
```

بلغ العمر الوسطي للسكان 54.9 عاماً. وكانت نسبة 15.9% من القاطنين تحت سن الثامنة عشر، وكانت نسبة 4.3% بين الثامنة عشر والأربعة وعشرون عاماً، ونسبة 14.8% كانت واقعةً في الفئة العمرية ما بين الخامسة والعشرون حتى والأربعة وأربعون عاماً، ونسبة 35.1% كانت ما بين الخامسة والأربعون حتى الرابعة والستون، ونسبة 30% كانت ضمن فئة الخامسة والستون عاماً فما فوق. وتوزع التركيب الجنسي للسكان بنسبة 46.2% ذكور و53.8% إناث.

## وصلات خارجية
- www.cityofjacksonvilleoregon.com
- The US50 - Cities and Towns in Oregon State